# Alejandro José Hernández Hernández
Alejandro José Hernández Hernández (Arrecife, Lanzarote, 10 de noviembre de 1982) es un árbitro de fútbol español de la Primera División de España.

## Trayectoria
Debutó en Segunda B en la temporada 2004-2005 y en Segunda División en la 2007-2008. 
Dirigió el partido de vuelta de la promoción de ascenso a Primera División de 2012 entre el Real Valladolid Club de Fútbol y la Agrupación Deportiva Alcorcón (1-1).
Tras cinco temporadas en Segunda División de España consigue el ascenso a Primera División de España junto al colegiado extremeño Jesús Gil Manzano. Debutó en Primera División de España el 20 de agosto de 2012 en el partido Real Zaragoza contra el Real Valladolid Club de Fútbol (0-1).
El 2 de abril de 2016 arbitró El Clásico entre el Fútbol Club Barcelona y el Real Madrid en el Camp Nou, en un partido en que se homenajeó a Johan Cruyff y que terminó con el resultado de 1-2 para el Real Madrid.
Dirigió el partido de vuelta de la Supercopa de España de 2016 entre el Fútbol Club Barcelona y el Sevilla Fútbol Club (3-0).

## Internacional
Desde enero de 2014 es árbitro internacional.

## Temporadas
| Categoría          | País   | Año       | Partidos |
| ------------------ | ------ | --------- | -------- |
| Segunda División B | España | 2004-2007 | 40       |
| Segunda División   | España | 2007-2012 | 103      |
| Primera División   | España | 2012-     | 132      |

## Premios
- Trofeo Vicente Acebedo (2): 2012 y 2017
- Trofeo Guruceta (1): 2015